# Holbein Gate
L'Holbein Gate era una porta cittadina monumentale che era posta a Whitehall, a Westminster, a Londra, costruita nel 1531-32 in stile gotico inglese. L'Holbein Gate assieme al Westminster Gate, meno ornato e di secondaria importanza, vennero entrambi fatti costruire da Enrico VIII d'Inghilterra per collegare il Palazzo di Whitehall con le strade della città di Londra che si trovavano ad est e a ovest di questo. Fu una delle parti notevoli del palazzo di Whitehall a sopravvivere al catastrofico incendio del gennaio del 1698, assieme alla Banqueting House progettata da Inigo Jones. L'Holbein Gate venne descritto da Thomas Pennant come "il più bello dei cancelli di Whitehall". Venne demolito nel 1759.

## Storia
Il nome di Holbein Gate riflette la tradizione secondo la quale venne disegnato da Hans Holbein il Giovane anche se non vi sono prove che avvalorino tale tesi. Era inoltre noto coi nomi di King's Gate o Cockpit Gate, trovandosi vicino al Royal Cockpit (il primo teatro regio inglese). Il Westminster Gate o Kings Street Gate si trovava poco più a sud e venne realizzato in stile più semplice per poi essere demolito nel 1723.
La porta era costituita da una struttura di forma rettangolare a tre piani, con le sale principali ai primi due piani. Con base quadrangolare su ciascun lato si presentavano delle torri ottagonali con torrette. Tra le due torri vi era un passaggio arcato di 3,7 metri attraverso il quale il traffico poteva passare, oltre ad un passaggio pedonale a destra ed a sinistra del portale. Sopra l'arco si trovava una finestra a oriel di notevoli dimensioni al primo piano e una più piccola al secondo piano. La parte superiore della torre era sormontato da un parapetto. Le torri angolari erano anch'esse contraddistinte da diverse finestre con decorazioni ad altorilievo che includevano lo stemma reale, dei grifoni con scudo e altri emblemi reali come la saracinesca, il giglio e la rosa dei Tudor. Le finestre del corpo centrale erano affiancate da busti realizzati con tutta probabilità da Giovanni da Maiano (secondo altri studiosi vennero realizzati da Pietro Torrigiano).
La parte superiore della torre era usata come archivio dal 1672 al 1756. La parte inferiore era usata come alloggio prestigioso: vi presero residenza qui il duca di Lennox attorno al 1620, poi il generale Lambert sino al 1657 e poi il visconte Fauconberg. Venne occupata da lady Castlemaine dal 1664 al 1670 circa e quindi da sua figlia, la contessa di Sussex. William Van Huls, Clerk of the Queen's Robes and Wardrobes, ne era l'occupante nel 1712.
Come Temple Bar a Fleet Street, L'Holbein ostruiva il movimento del traffico nella strada sottostante. Venne proposta la sua demolizione già all'inizio del XVIII secolo, ma vi si opposero John Vanbrugh e altri. La porta venne lasciata al suo posto quando venne demolito il King Street Gate nel 1723, ma venne chiuso al passaggio dei mezzi.
L'adiacente casa Van Huls, in mattoni rossi (rappresentata anche da Canaletto in un suo dipinto del 1747) venne acquisita nel marzo del 1759, e l'arco con l'intera torre venne demolita nell'agosto del 1759. Inizialmente il duca di Cumberland si era riproposto di erigere la torre altrove, presso il Windsor Great Park, ma alla fine i materiali vennero riutilizzati per altre strutture.

## Galleria d'immagini

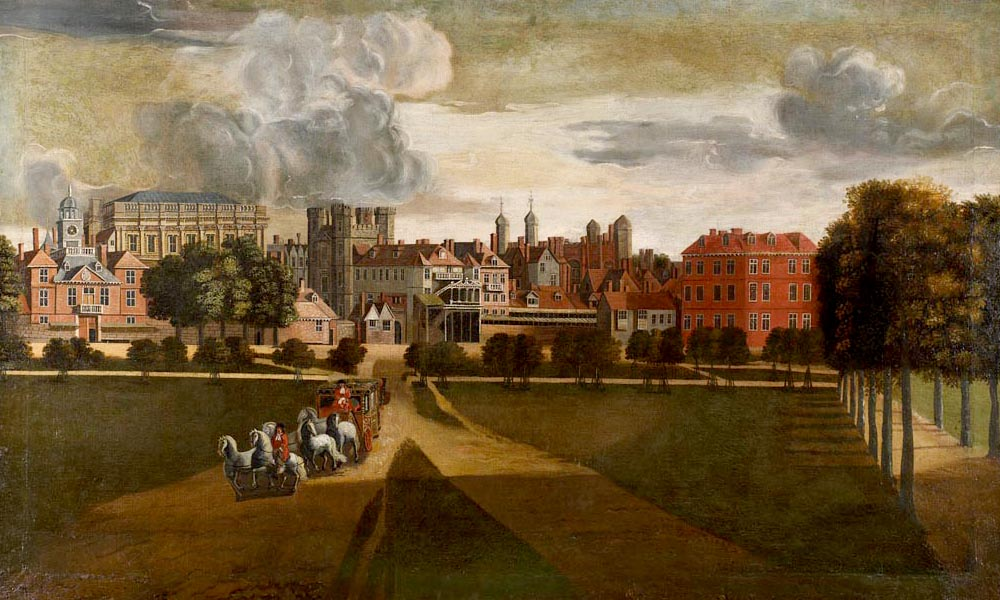
The Palace of Whitehall di Hendrick Danckerts, c. 1675, visto da St. James's Park. La torre si trova al centro, riconoscibile dalle sue quattro torri.
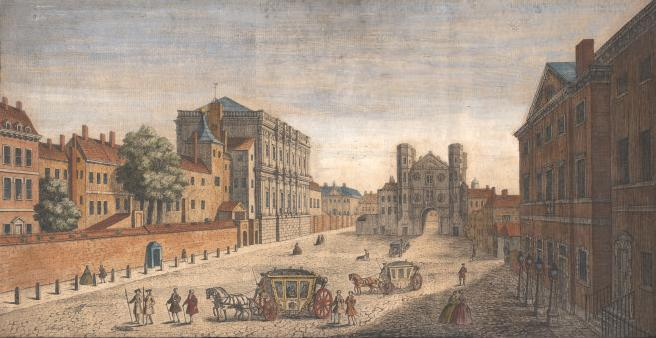
Whitehall, vista da sud, nel 1740: La Banqueting House di Inigo Jones (1622) si trova sulla sinistra, la tesoreria di William Kent (1733–37) si trova a destra, l'Holbein Gate (1532, demolito nel 1759) si trova in centro.
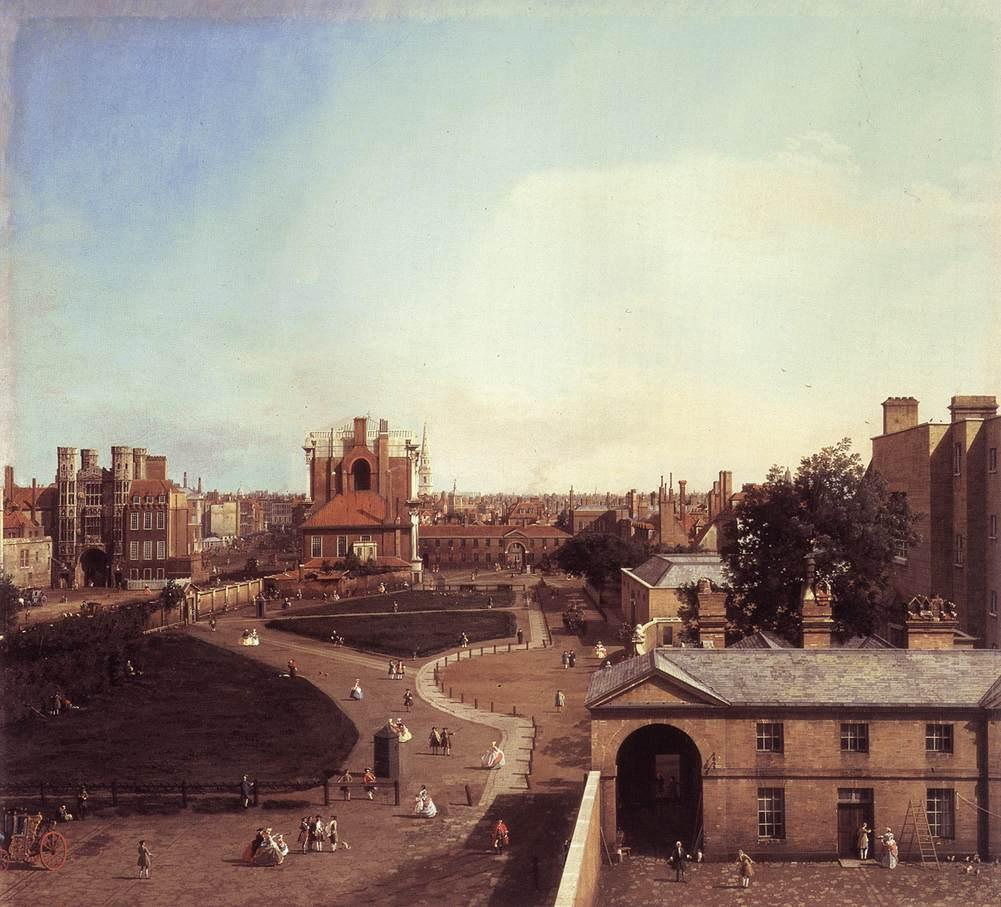
Whitehall and the Privy Garden from Richmond House, Canaletto, 1747, veduta da Richmond House guardando verso nord sul Privy Garden e l'Holbein Gate (all'estrema sinistra) con la Banqueting House (al centro).
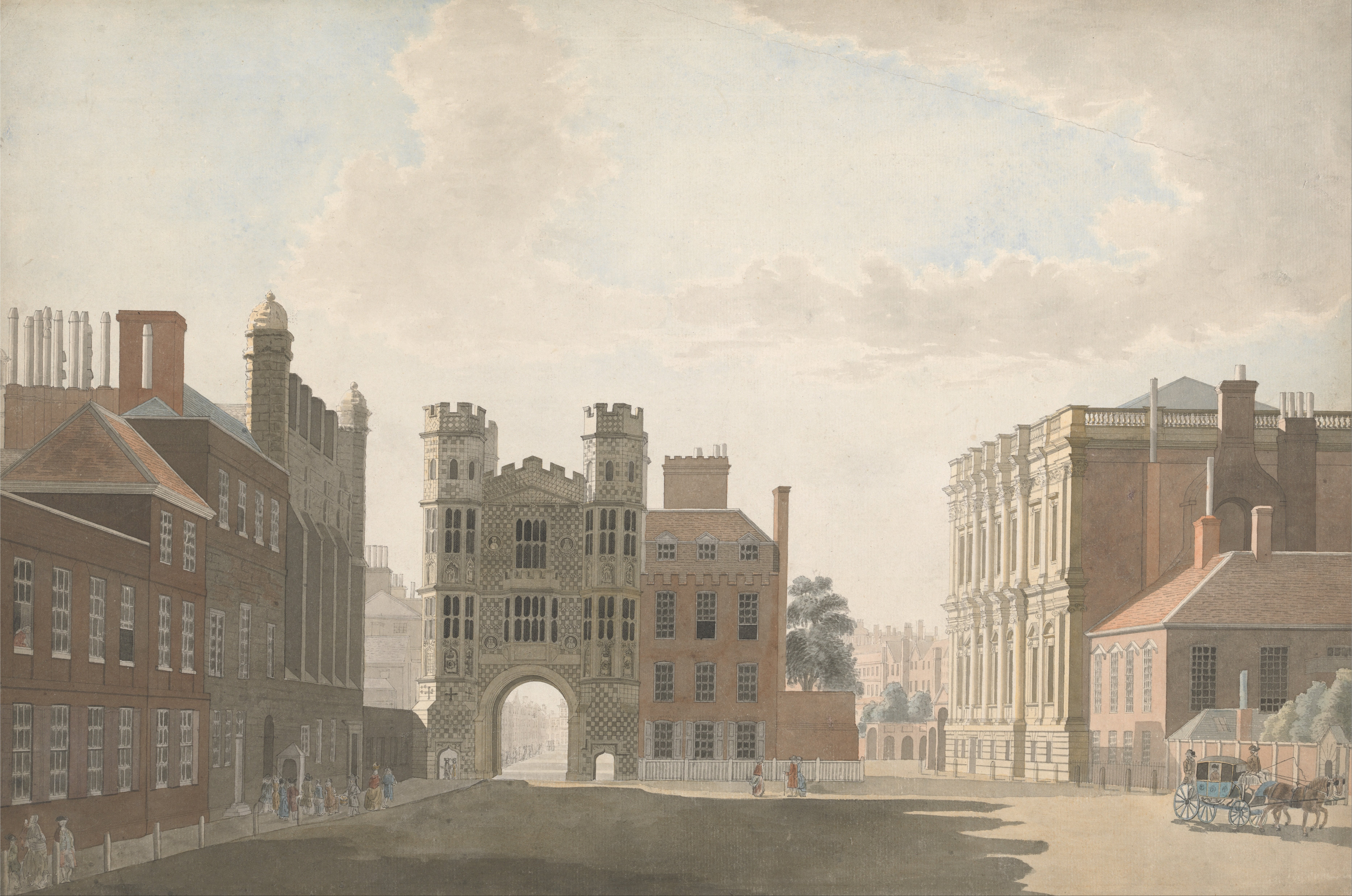
Whitehall Showing Holbein's Gate and Banqueting Hall, Thomas Sandby, c. 1760, vista da sud
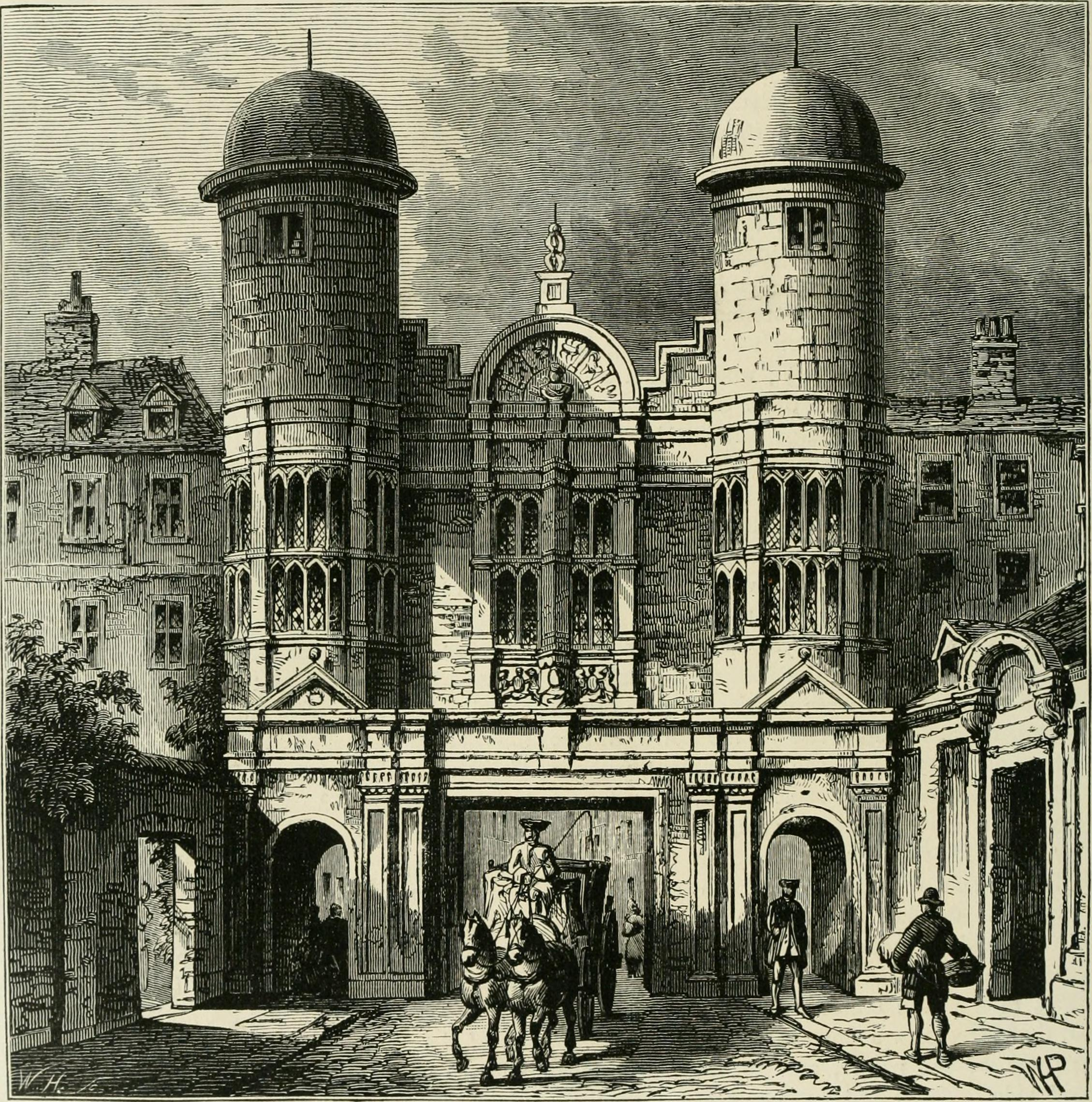
Il Westminster Gate, noto anche come Kings Street Gate, o The South Gate at Whitehall